# Stevan Magazinović
Stevan Magazinović, en serbe cyrillique Стеван Магазиновић (né en 1804 - mort à Belgrade le 16 février 1874), était un homme politique serbe. Il fut ministre et représentant du Prince, à un moment où la Serbie constituait une province autonome à l’intérieur de l’Empire ottoman.

## Biographie
Stevan Magazinović fit ses premières études dans la ville de Ruma, alors située dans l’Empire austro-hongrois. Plus tard, il étudia le droit. 
En 1829, il entra au bureau du Prince Miloš Ier Obrenović, où il resta jusqu’en 1833. 
En 1852, il devint président de la Cour suprême de Serbie, puis, de 1854 à 1855, il fut ministre de l’Intérieur. 
Il fut nommé représentant du Prince le 12 juin 1858, à un moment où Alexandre Karađorđević, en difficulté, allait devoir abdiquer. Il resta en fonction jusqu'au 18 avril 1859, alors que le Prince Miloš Ier Obrenović était revenu au pouvoir. Pendant cette période, Stevan Magazinović fut également ministre des Affaires étrangères de la principauté de Serbie. 